# Antocianină

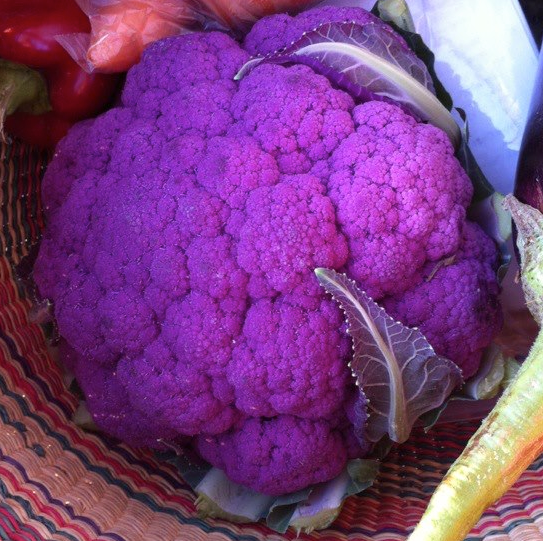
Conopida mov conține antociani.

Antocianinele (denumite și antociani; din greacă: ἄνθος (anthos) „floare” și κυάνεος/κυανοῦς (kyaneos/kyanous) „albastru închis”) sunt pigmenți vacuolari solubili în apă care, în funcție de pH, pot să aibă culorile roșu, violet sau albastru. Printre plantele care sunt bogate în antociani se numără afinele, murele, zmeura, coacăzele negre, açai, aronia, varza roșie, năsturelul, vânăta etc. Unele dintre culorile frunzelor care cad în timpul toamnei sunt derivate de la antociani. Antocianinele îndeplinesc multe funcții diferite în plantă. Ele sunt antioxidante, protejează planta de razele ultraviolete, sunt un mecanism de apărare și joacă un rol important în polenizare și reproducere.
Antocianinele aparțin unei clase de molecule numite flavonoide, care sunt sintetizate pe calea fenilpropanoidelor. Pot fi întâlnite în toate țesuturile plantelor superioare, precum în frunze, tulpini, rădăcini, flori și fructe. Sunt compuși inodori și moderat astringenți. Antocianii pot fi folosiți ca aditivi alimentari sau coloranți, având numărul E163.

## Proprietăți chimice

### Derivați ai ionului flaviliu
Au fost izolați peste 500 de antociani diferiți, însă structura de bază a unui antocian este întotdeauna ionul flaviliu (C15H11O+).
| Antocianidină | CAS       | Structură de bază (R3 = OH, R6 = H) | R1, R2 | –  | R5   | R7 | –      | λmax   | –           | pKS1        | pKS2        | pKS3 |
| ------------- | --------- | ----------------------------------- | ------ | -- | ---- | -- | ------ | ------ | ----------- | ----------- | ----------- | ---- |
| Pelargonidină | 134-04-3  |                                     | H, H   |    | OH   | OH |        | 506 nm |             | Necunoscut  |             |      |
| Cianidină     | 528-58-5  | OH, H                               |        | OH | OH   |    | 525 nm |        | 2,98 ± 0,05 | 7,5         |             |      |
| Peonidină     | 134-01-0  | OCH3, H                             |        | OH | OH   |    | 523 nm |        | 2,09 ± 0,10 | 6,8         |             |      |
| Rozinidină    | 4092-64-2 | OCH3, H                             |        | OH | OCH3 |    |        |        |             |             |             |      |
| Delfinidină   | 528-53-0  | OH, OH                              |        | OH | OH   |    | 535 nm |        | 1,56 ± 0,20 | 5,85        |             |      |
| Petunidină    | 1429-30-7 | OCH3, OH                            |        | OH | OH   |    | 535 nm |        |             |             |             |      |
| Malvidină     | 643-84-5  | OCH3, OCH3                          |        | OH | OH   |    | 535 nm |        | 1,76 ± 0,07 | 5,36 ± 0,04 | 8,39 ± 0,07 |      |
| 1.            |           |                                     |        |    |      |    |        |        |             |             |             |      |